# De Pul
De Pul, opgericht in 1968, is een jongerencentrum, cultureel centrum en poppodium in Uden.
De Pul is een van de oudste poppodia van Nederland en behoort tot de 39 zogenoemde Kernpodia. De Pul maakt voorts deel uit van de Stichting Compass en biedt Uden en omgeving een podium voor popconcerten, films en dancefeesten. Daarnaast herbergt De Pul een deel van de afdeling jongerenwerk van Stichting Compass. Een zaal met een capaciteit van 650 bezoekers stelt De Pul bovendien in staat een breed spectrum aan nationale en internationale gasten te ontvangen.
Artiesten die de afgelopen jaren hebben opgetreden in De Pul zijn onder anderen: Spinvis, Moke, Band Zonder Banaan, Snowy White, Stevie Ann, Keith Caputo, Raymond van het Groenewoud, CCC Inc., Wishbone Ash, Jan Akkerman, Beef, De Dijk, Wouter Hamel, Extince, Arch Enemy, Giovanca, Marike Jager, HIT ME TV, Exodus, Overkill, Johan. The Zombies, Rowwen Heze, Uriah Heep, Airbourne, Manfred Mann's Earth Band, Gerard van Maasakkers en Dog Eat Dog. 